# Muzeum im. Zofii i Wacława Nałkowskich
Muzeum im. Zofii i Wacława Nałkowskich, Dom nad łąkami – muzeum biograficzne w Wołominie w województwie mazowieckim, utworzone w 1992 r., poświęcone Wacławowi Nałkowskiemu i jego córce Zofii.

## Historia
Rodzinny dom Zofii Nałkowskiej został zbudowany w 1895 r. przez ojca pisarki – Wacława Nałkowskiego – geografa i pedagoga, publicystę społecznego i literackiego.
Drewniany domek zlokalizowany jest na niewielkim piaszczystym wzgórzu, na granicy między Wołominem a Kobyłką. Od ruchliwej, asfaltowej szosy warszawskiej oddzielony jest łąką, od której pochodzi nazwa posiadłości oraz tytuł książki Zofii Nałkowskiej z 1925 r. – Dom nad łąkami. Do osiedlenia się na wołomińskich Górkach namówił Wacława ówczesny właściciel majątku i dworu Wołomin, Henryk Konstanty Woyciechowski, z którym Wacław Nałkowski zaprzyjaźnił się w czasie studiów na Uniwersytecie Jagiellońskim w Krakowie.
W czasach młodości Zofii „Dom nad Łąkami” spełniał rolę salonu literackiego, do którego przyjeżdżały znakomite osoby. Ich spotkania, dysputy i wykłady były dopełnieniem humanistycznego, ale odbiegającego od przyjętych wzorców, wykształcenia Zofii Nałkowskiej.
Górki były też miejscem ciężkiej pracy naukowej, która w przyszłości miała ogromne znaczenie dla rozwoju międzywojennej geografii polskiej. Tu Wacław Nałkowski pisał książki poświęcone zreformowaniu nauczania geografii w szkolnictwie polskim – m.in. „Zarys metodyki geografii” i „Zarys geografii powszechnej (rozumowej)”. Nie zdołał dokończyć innego ważnego dzieła – „Wielkiego atlasu geograficznego” – który opracował wspólnie z Andrzejem Świętochowskim.
Na Górkach powstały takie utwory Zofii Nałkowskiej jak „Romans Teresy Hennert”, „Granica”, dramat „Dom kobiet”. Dom rodzinny stał się tłem i tematem wielu utworów, ale wszedł do literatury i jest znany dzięki powieści „Dom nad łąkami”.
Na poddaszu domu znajdowała się pracownia rzeźbiarska Hanny Nałkowskiej – absolwentki Akademii Sztuk Pięknych w Warszawie.
W 1937 roku, z powodu braku pieniędzy, panie Nałkowskie sprzedały „Dom nad Łąkami”.
W czasie II wojny światowej, mimo że w Wołominie toczyły się ciężkie działania wojenne, dom na Górkach ocalał. Po zakończeniu wojny dom został przejęty przez Administrację Domów Mieszkalnych w Wołominie i przeznaczony na mieszkanie dla kilku rodzin. Nie odnawiany przez wiele lat niszczał, a ogród wokół domu uległ dewastacji. W końcu lat 80. przystąpiono do remontu budynku.
Muzeum im. Zofii i Wacława Nałkowskich w Wołominie zostało otwarte 29 października 1992 roku, dzięki zaangażowaniu wielu osób i instytucji skupionych wokół ówczesnych władz samorządowych Wołomina oraz za sprawą grona wielbicieli twórczości Zofii Nałkowskiej.

## Ekspozycja
Ekspozycja zawiera fotografie rodzinne, ocalały księgozbiór, mapy, dwa popiersia oraz fortepian Zofii Nałkowskiej. Poszczególne pomieszczenia – na udostępnionym zwiedzającym parterze – prezentują kolejne okresy życia i twórczości oraz działalności społecznej pisarki. W parku okalającym dom rośnie klon posadzony przez Wacława Nałkowskiego.